# Xylophagus mongolicus
Xylophagus mongolicus är en tvåvingeart som beskrevs av Nikolai Vasilevich Kovalev 1982. Xylophagus mongolicus ingår i släktet Xylophagus och familjen vedflugor.
Artens utbredningsområde är Mongoliet. Inga underarter finns listade i Catalogue of Life.